# Alessandro Ronzon
Alessandro Ronzon war ein italienischer Autor.
Ronzon wirkte als Herausgeber von Zeitschriften (so dem Halbjahresmagazin „Panorama delle Arti“ oder dem vierteljährlich erscheinenden „Arti visive“) und von Anthologien. Daneben war er 1956 für den Dokumentarfilm Continenti in fiamme über den Zweiten Weltkrieg als Regisseur und Autor verantwortlich. 1945 hatte er mit Roberto Nonveiller die kurzlebigen „Letteri e Arti – Rassegna mensile“ gegründet, die in Venedig erschienen waren.

## Veröffentlichungen (Auswahl)
- 1962: I grandi musei: enciclopedia storico-artistica